# 神童山观音庵
神童山观音庵，位于山东省宁阳县葛石镇。是中华人民共和国山东省省级文物保护单位之一。
2006年，列入第二批泰安市文物保护单位。2013年，列入第四批山东省文物保护单位，该文物保护单位是一座古建筑。